# 2010 FIFA World Cup South Africa
2010 FIFA World Cup South Africa — видеоигра серии «FIFA World Cup», посвящённая чемпионату мира по футболу 2010 года в ЮАР, вышедшая в апреле 2010 года на консолях PlayStation 3, Xbox 360 и ряде других платформ.

## Особенности игры
Игроки могут выбрать одну из представленных сборных, пройти отборочные этапы и привести команду к чемпионству. Доступны как однопользовательский (против компьютера) и многопользовательский (через сервисы «PlayStation Network» или «Xbox Live») режимы.
EA объявила, что игровой процесс по сравнению с «FIFA 10» будет улучшен. В частности, увеличена степень усталости футболистов при игре на высокогорных стадионах, изменена система пробития пенальти.

## Команды и стадионы
В игре представлены 199 из 204 национальных сборных, которые проходили отбор на чемпионат мира. По различным причинам ФИФА не дала согласие на включение в игру сборных Центральноафриканской Республики, Эритреи, Сан-Томе и Принсипи, Бутана и Гуама. Также в список участников не попали команды Брунея, Лаоса, Папуа — Новой Гвинеи и Филиппин, которые не проходили отбор на чемпионат мира. В демо-версии, вышедшей 8 апреля, были доступны только две сборные — Испании и Италии.
Все 10 стадионов чемпионата мира присутствуют в игре. Также используется ряд стадионов со всех регионов мира и несколько сгенерированных компьютером арен.

## Отзывы
| Сводный рейтинг     | Сводный рейтинг | Сводный рейтинг         | Сводный рейтинг | Сводный рейтинг | Сводный рейтинг         |
| Издание             | Оценка          | Оценка                  | Оценка          | Оценка          | Оценка                  |
| Издание             | iOS             | PS3                     | PSP             | Wii             | Xbox 360                |
| ------------------- | --------------- | ----------------------- | --------------- | --------------- | ----------------------- |
| GameRankings        | 62,50 %         | 82,82 %                 | 71,50 %         | 69,00 %         | 83,43 %                 |
| Metacritic          | N/A             | 82/100                  | 69/100          | 70/100          | 83/100                  |
| Иноязычные издания  |                 |                         |                 |                 |                         |
| Издание             | Оценка          | Оценка                  | Оценка          | Оценка          | Оценка                  |
| Издание             | iOS             | PS3                     | PSP             | Wii             | Xbox 360                |
| Destructoid         | N/A             | N/A                     | N/A             | N/A             | 8/10                    |
| Eurogamer           | N/A             | 8/10                    | N/A             | N/A             | 8/10                    |
| Game Informer       | N/A             | 8,5/10                  | N/A             | N/A             | 8,5/10                  |
| GameRevolution      | N/A             | A−                      | N/A             | N/A             | A−                      |
| GameSpot            | N/A             | 8,5/10                  | 7,5/10          | 7/10            | 8,5/10                  |
| GameTrailers        | N/A             | N/A                     | N/A             | N/A             | 9/10                    |
| GameZone            | N/A             | 8,5/10                  | N/A             | 5/10            | N/A                     |
| IGN                 | 4,5/10          | (UK) 8,7/10 (US) 8,3/10 | 6/10            | 6,5/10          | (UK) 8,7/10 (US) 8,3/10 |
| Nintendo Power      | N/A             | N/A                     | N/A             | 6,5/10          | N/A                     |
| OXM                 | N/A             | N/A                     | N/A             | N/A             | 7/10                    |
| The Daily Telegraph | N/A             | N/A                     | N/A             | N/A             | 8/10                    |

Игра получила положительные отзывы.